# Sailing free
Sailing free는 2009년 4월 15일에 발매된 OLIVIA의 11번째 싱글이다.

## 트랙리스트
1. Sailing free
2. Love Love Love
3. Underess

## 노래가 쓰인 곳
- Sailing free:CAPCOM 전국 바사라 배틀 히어로즈의 삽입곡